# Phyllaphis
Phyllaphis är ett släkte av insekter som beskrevs av Koch 1856. Enligt Catalogue of Life ingår Phyllaphis i familjen långrörsbladlöss, men enligt Dyntaxa är tillhörigheten istället familjen borstbladlöss.
Kladogram enligt Catalogue of Life och Dyntaxa:
| Phyllaphis | \| \| Phyllaphis fagi \| \| \| \| \| \| Phyllaphis nigra \| \| \| \| |
|            | \| \| Phyllaphis fagi \| \| \| \| \| \| Phyllaphis nigra \| \| \| \| |
|            | Phyllaphis fagi                                                      |
|            |                                                                      |
|            | Phyllaphis nigra                                                     |
|            |                                                                      |

## Bildgalleri

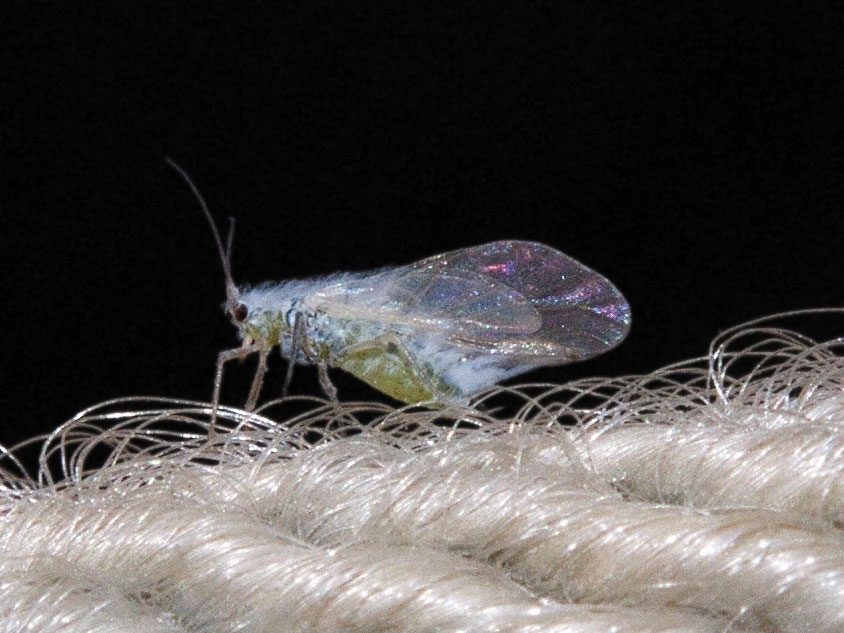
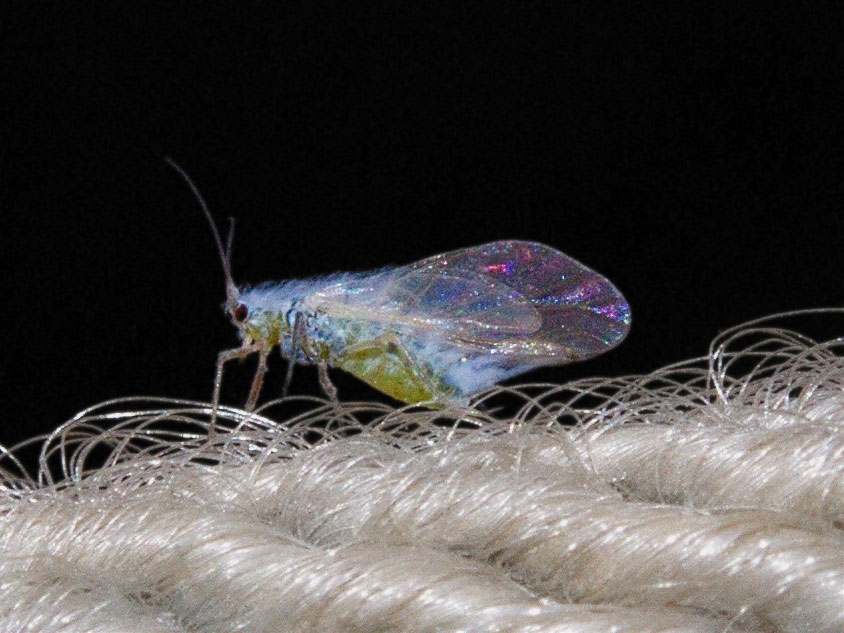
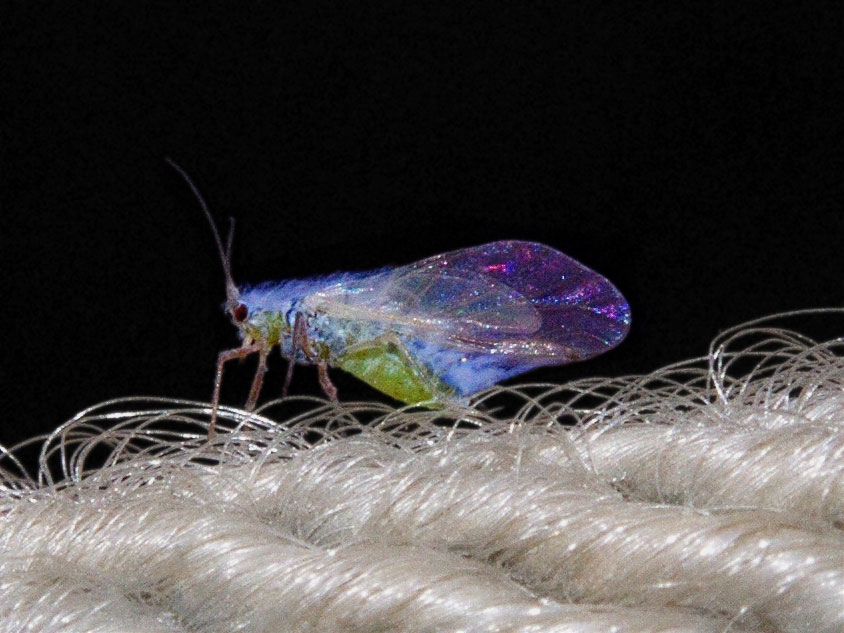
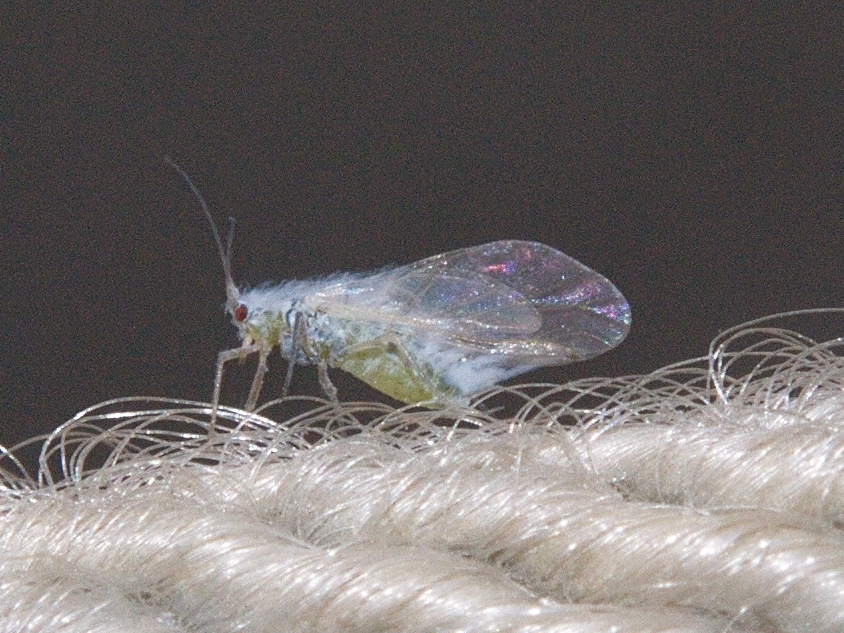
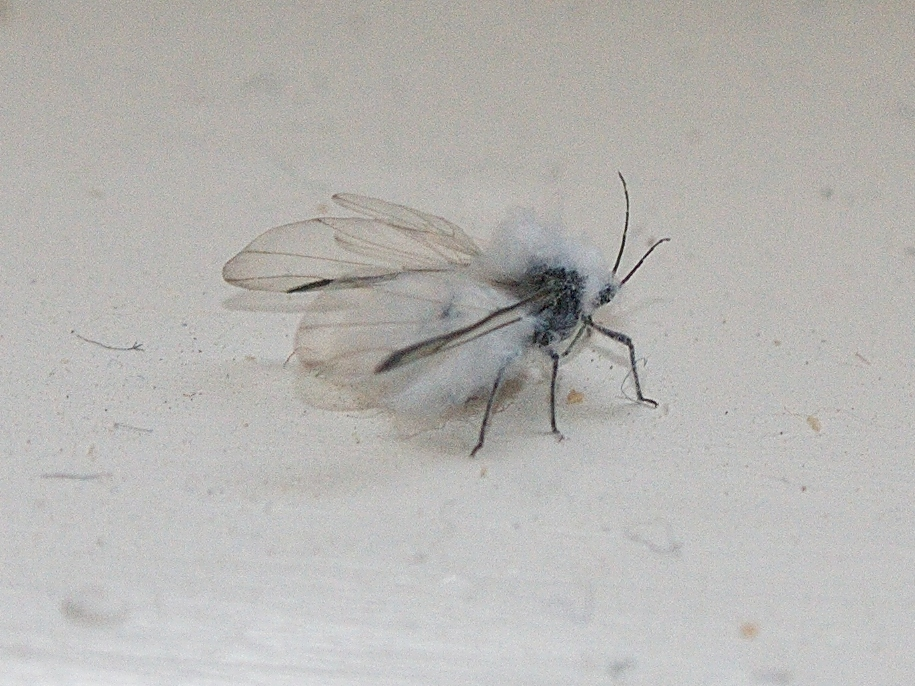